# Калпакчиоглу, Кемаль Рыфат
Кема́ль Рыфа́т Калпакчиоглу́ (тур. Kemal Rıfat Kalpakçıoğlu; 1899, Стамбул — 7 сентября 1975, Стамбул) — турецкий футболист, играл на позиции защитника. Участник Олимпийских игр 1924 года.

## Биография
Всю футбольную карьеру играл за «Галатасарай», в составе которого три раза выиграл Стамбульскую лигу.
В составе сборной Турции принимал участие на олимпийском футбольном турнире 1924 года, но на поле не выходил. Всего за сборную Турции сыграл 8 матчей и не забил ни одного гола.
По окончании карьеры работал футбольным арбитром и судил один матч в СССР, став первым турецким арбитром, который работал за границей. Он работал футбольным агентом, спортивным обозревателем и входил в управление «Галатасарая». Скончался 7 сентября 1975 года в возрасте 75-76 лет.

## Достижения
«Галатасарай»
- Чемпион Стамбульской лиги (3) : 1924/25, 1925/26, 1926/27